# Leck Fischer
Otto Peter Leck Fischer (født 26. marts 1904 i København, død 17. juni 1956 i Gentofte) var en dansk forfatter og dramatiker, bror til Viggo Kampmann. Fischer var en socialt bevidst forfatter, der skildrede det moderne bymenneske med en trist, grå hverdag. Hans litterære stil var kølig og saglig. Fischer blev læst og værdsat i sin samtid, men er siden gået i glemsel (undtagen i specielt litteraturhistorisk interesserede kredse) – måske fordi han var så tæt forbundet med den tid, han levede i, og som han skildrede. Leck Fischer gjorde sig gældende indenfor mange genrer – romaner, film, radiodramatik. Han er begravet på Mariebjerg Kirkegård i Gentofte.
Leck Fischers skuespil findes bevaret i Dramatisk Bibliotek på Det Kongelige Bibliotek.